# Microsommita
La microsommita és un mineral de la classe dels silicats que pertany al grup de la cancrinita. El seu nom prové del prefix micro i de la seva localitat tipus: el mont Somma, a Nàpols (Campània, Itàlia).

## Característiques
La microsommita és un tectosilicat de fórmula química [(Na,K)₆(SO₄)][CaCl₂][(Si₆Al₆O₂₄)]. Cristal·litza en el sistema hexagonal. Apareix en grups de cristalls prismàtics diminuts, estriats en el sentit de la seva longitud. La seva duresa a l'escala de Mohs és 6.
Segons la classificació de Nickel-Strunz, la microsommita pertany a «09.FB - Tectosilicats sense H₂O zeolítica amb anions addicionals» juntament amb els següents minerals: afghanita, bystrita, cancrinita, cancrisilita, davyna, franzinita, giuseppettita, hidroxicancrinita, liottita, pitiglianoïta, quadridavyna, sacrofanita, tounkita, vishnevita, marinellita, farneseïta, alloriïta, fantappieïta, cianoxalita, balliranoïta, carbobystrita, depmeierita, kircherita, bicchulita, danalita, genthelvita, haüyna, helvina, kamaishilita, lazurita, noseana, sodalita, tsaregorodtsevita, tugtupita, marialita, meionita i silvialita.

## Formació i jaciments
La microsommita es forma en masses volcàniques expulsades i en leucitites. Va ser descobert a Cupa dell'Olivella, a Sant'Anastasia (Mont Somma, Itàlia). També ha estat descrita en altres indrets d'Itàlia, a França i al Tadjikistan.
Sol trobar-se associada a la nefelina.